# فهرست شهرستان‌های ماساچوست
فهرست شهرستان‌های ماساچوست (به انگلیسی: List of counties in Massachusetts)

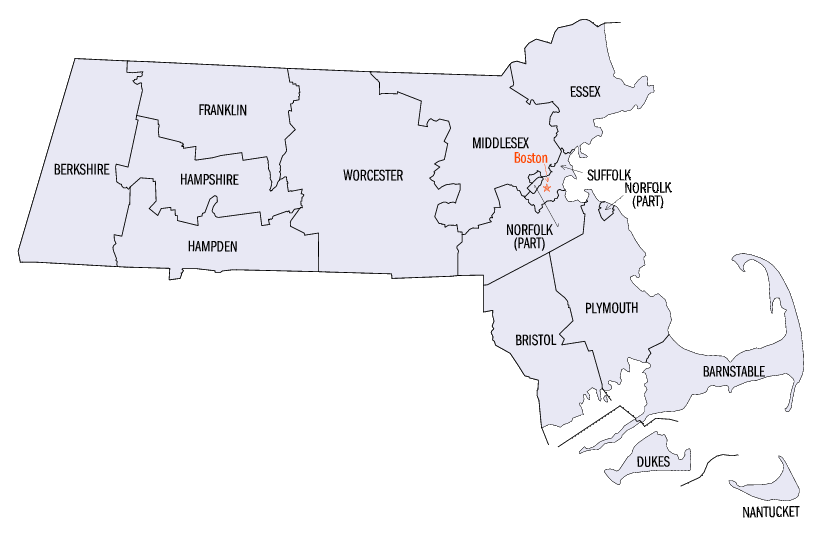

| نام شهرستان                | مرکز شهرستان                         | تأسیس | جمعیت     | مساحت          | نقشه |
| -------------------------- | ------------------------------------ | ----- | --------- | -------------- | ---- |
| شهرستان برنستبل، ماساچوست  | برنستبل، ماساچوست                    | ۱۶۸۵  | ۲۱۵٬۸۸۸   | ۳۹۶ مایل‌مربع   |      |
| شهرستان برکشر، ماساچوست    | پیتزفیلد، ماساچوست                   | ۱۷۶۱  | ۱۳۱٬۲۱۹   | ۹۳۱ مایل‌مربع   |      |
| شهرستان بریستول، ماساچوست  | تانتون، ماساچوست                     | ۱۶۸۵  | ۵۴۸٬۲۸۵   | ۵۵۶ مایل‌مربع   |      |
| شهرستان، ماساچوست          | ادگارتون، ماساچوست                   | ۱۶۹۵  | ۱۶٬۵۳۵    | ۱۰۴ مایل‌مربع   |      |
| شهرستان اسکس، ماساچوست     | سیلم، ماساچوست و لارنس، ماساچوست     | ۱۶۴۳  | ۷۴۳٬۱۵۹   | ۴۹۸ مایل‌مربع   |      |
| شهرستان فرانکلین، ماساچوست | گرینفیلد، ماساچوست                   | ۱۸۱۱  | ۷۱٬۳۷۲    | ۷۰۲ مایل‌مربع   |      |
| شهرستان همپدن، ماساچوست    | اسپرینگفیلد، ماساچوست                | ۱۸۱۲  | ۴۶۳٬۴۹۰   | ۶۱۸ مایل‌مربع   |      |
| شهرستان همپشر، ماساچوست    | نورتهامپتون، ماساچوست                | ۱۶۶۲  | ۱۵۸٬۰۸۰   | ۵۲۹ مایل‌مربع   |      |
| شهرستان میدلسکس، ماساچوست  | کمبریج، ماساچوست و لوول، ماساچوست    | ۱۶۴۳  | ۱٬۵۰۳٬۰۸۵ | ۸۲۴ مایل‌مربع   |      |
| شهرستان نانتاکت، ماساچوست  | نانتاکت، ماساچوست                    | ۱۶۹۵  | ۱۰٬۱۷۲    | ۴۵ مایل‌مربع    |      |
| شهرستان نورفک، ماساچوست    | ددهام، ماساچوست                      | ۱۷۹۳  | ۶۷۰٬۸۵۰   | ۴۰۰ مایل‌مربع   |      |
| شهرستان پلیموث، ماساچوست   | براکتون، ماساچوست و پلیموث، ماساچوست | ۱۶۸۵  | ۴۹۴٬۹۱۹   | ۶۶۱ مایل‌مربع   |      |
| شهرستان سافک، ماساچوست     | بوستون، ماساچوست                     | ۱۶۴۳  | ۷۲۲٬۰۲۳   | ۵۸ مایل‌مربع    |      |
| شهرستان ووستر، ماساچوست    | ووستر، ماساچوست                      | ۱۷۳۱  | ۷۹۸٬۵۵۲   | ۱٬۵۱۳ مایل‌مربع |      |